# Little Bull Lake, Algoma
Little Bull Lake är en sjö i Kanada.   Den ligger i distriktet Algoma och provinsen Ontario, i den sydöstra delen av landet, 500 km väster om huvudstaden Ottawa. Little Bull Lake ligger 356 meter över havet.
I omgivningarna runt Little Bull Lake växer i huvudsak blandskog. Trakten runt Little Bull Lake är nära nog obefolkad, med mindre än två invånare per kvadratkilometer.